# Aage Friis
Aage Friis (født 16. august 1870 i Halskov Sogn, død 5. oktober 1949 i Hellerup) var en dansk historiker og professor.
Friis var professor på Københavns Universitet fra 8. marts 1913 og professor Rostgardianus i perioden 1. februar 1917 – 30. september 1935, hvorefter han gik på pension. 1932-1933 var han universitetets rektor.
Friis foretog studier 1925 i Moskva og organiserede i årene derefter "Kommissionen for fælles nordisk Udforskning af de russiske Statsarkiver", som var med til at skaffe Rigsarkivet kopier af danica fra russiske arkiver. 1907-1919 var han medlem af bestyrelsen for Den danske historiske Forening og igen 1929-1939 som formand.
Friis var stifter af og formand for Den danske Komité til støtte for Landflygtige Aandsarbejdere, der fra 1933 støttede intellektuelle flygtninge samt medstifter af den danske Foreningen Norden i 1919.